# Après la tempête (film, 1938)
Pour les articles homonymes, voir Après la tempête.
Pour plus de détails, voir Fiche technique et Distribution.
Après la tempête (The First Hundred Years) est un film américain réalisé par Richard Thorpe, sorti en 1938.

## Synopsis
David et Lynn Conway sont mariés depuis cinq ans et forment un ménage heureux. Leur mode de vie à New York est surtout rendu possible par le salaire de Lynn, un agent littéraire et théâtral reconnu, celui de David comme concepteur de navire étant bien inférieur. Lorsque David apprend qu'il va bientôt prendre la responsabilité d'un chantier naval à New Bedford (Massachusetts), il pense que Lynn démissionnera et acceptera de vivre sur son seul salaire, mais elle pense de son côté que son travail est aussi important que celui de son mari. Ils se disputent, puis se réconcilient, mais sur un quiproquo, chacun croyant avoir convaincu l'autre. Lorsque Lynn suggère qu'ils gardent tous les deux leur travail et qu'ils ne se voient que le week-end, David se rend compte qu'elle n'abandonnera pas son travail et s'en va. Le patron de Lynn, Harry Borden, lui suggère de ne pas se laisser faire et d'accepter un contrat de quelques jours à Hollywood. Pendant ce temps, l'avocat de Harry, Samuel Z. Walker, celui de David, William Regan, discutent des termes de la séparation. Lorsque Lynn revient d'Hollywood, elle découvre qu'un jugement a été rendu et qu'elle doit payer à David une pension alimentaire de 400 dollars par mois pendant leur séparation. David ne veut pas de cet argent, mais décide de « faire monter les enchères » en acceptant néanmoins.
Quelque temps après, ils se rencontrent dans un night-club où David est avec Claudia Weston. Lynn décide d'aller avec eux chez George Wallace, un vieil ami de David, mais quand David et Claudia repartent ensemble, Lynn se rend compte que son mariage est fini. Quelques jours plus tard, Dawson, l'oncle de Lynn, lui envoie un télégramme lui annonçant qu'il voudrait passer la soirée avec eux avant de s'embarquer pour l'Europe, et elle demande à David de faire semblant d'être toujours avec elle pour ne pas décevoir son oncle. Cela donne à Walker, qui fait espionner David, une occasion de prouver qu'il a réintégré le domicile conjugal et que de ce fait il ne doit plus recevoir la pension alimentaire. Cette même nuit, une tempête éclate et David se rend dans la chambre de Lynn pour la réconforter. Ils sont sur le point de se réconcilier lorsque l'oncle Dawson attrape Wilkins, l'espion de Walker, dans le hall. David s'en va, croyant que tout cela a été organisé par Lynn. Le lendemain, Lynn apprend lors d'un examen médical de routine qu'elle est enceinte. Elle va voir David, qui est en train de récupérer ses affaires de leur appartement, pour se réconcilier avec lui, mais il refuse, lui disant qu'il n'y a plus rien entre eux. Elle sort alors sans rien lui annoncer, mais quelques instant plus tard Harry et Walker, tous les deux soûls après avoir célébré la nouvelle, arrivent et congratulent David pour le bébé. David se rue alors pour rattraper Lynn et ils partent ensemble pour New Bedford. 

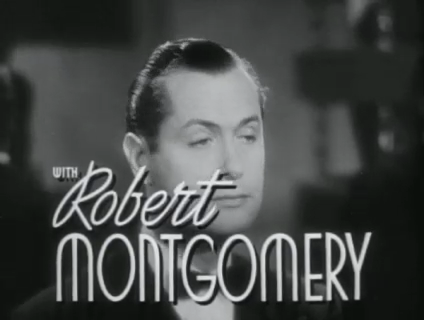
Robert Montgomery

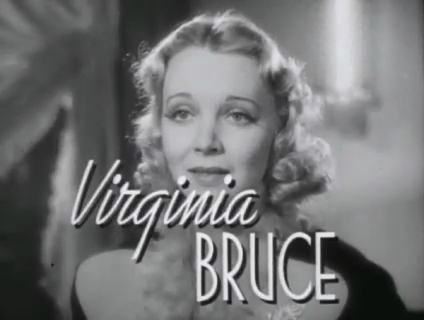
Virginia Bruce

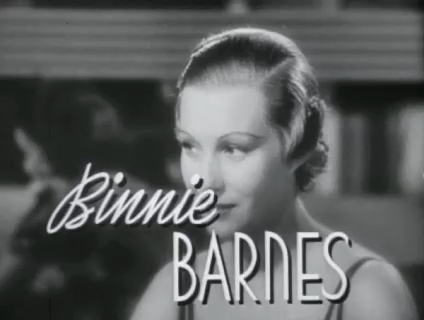
Binnie Barnes

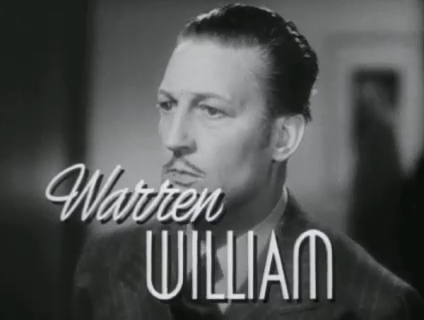
Warren William

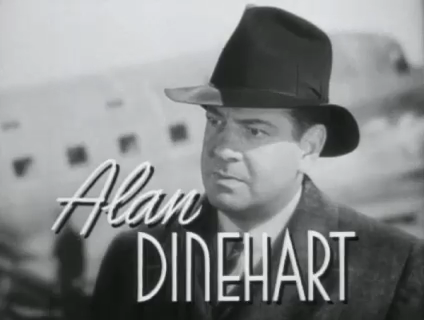
Alan Dinehart

## Fiche technique
- Titre original : The First Hundred Years[1]
- Réalisation : Richard Thorpe
- Scénario : Melville Baker (en)
- Direction artistique : Cedric Gibbons
- Costumes : Dolly Tree
- Photographie : Joseph Ruttenberg
- Son : Douglas Shearer
- Montage : Conrad A. Nervig
- Musique : William Axt
- Production : Norman Krasna
- Société de production : Metro-Goldwyn-Mayer
- Société de distribution : Loew's Inc.
- Pays d'origine :  États-Unis
- Langue originale : anglais
- Format : noir et blanc — 35 mm — 1,37:1 — son Mono (Western Electric Sound System)
- Genre : Comédie dramatique
- Durée : 73 minutes
- Date de sortie : 
  - États-Unis : 12 mars 1938

## Distribution
- Robert Montgomery : David Conway
- Virginia Bruce : Lynn Conway
- Warren William : Harry Borden
- Binnie Barnes : Claudia Weston
- Alan Dinehart : Samuel Z. Walker
- Harry Davenport : Dawson, l'oncle de Lynn
- Nydia Westman : Midge
- Donald Briggs : William Regan
- Jonathan Hale : Juge Parker
- E. E. Clive : Chester Blascomb
- Lee Bowman : George Wallace
- Torben Meyer : Karl
- Bodil Rosing : Martha
- Irving Bacon : Wilkins

## Chansons du film
- Misunderstood : paroles et musique de Bob Wright et Chet Forrest
- Put on Your Old Grey Bonnet : paroles et musique de Stanley Murphy et Percy Wenrich, interprétée par Nydia Westman, Virginia Bruce, Harry Davenport et Robert Montgomery